# Emily Hahn
Emily Hahn (chinois : 項美麗 prononciation en Shanghaïen /ɦɑ͂ meli/) (née le 14 janvier 1905 à Saint-Louis et morte le 18 février 1997 à Manhattan) est une journaliste et auteure américaine. Considéré comme féministe, elle est l'auteur de 54 livres et plus de 200 articles et nouvelles. 
En 1926, elle est la première femme diplômée de l'université du Wisconsin à Madison en ingénierie minière. Elle aurait choisi cette orientation universitaire pour tenir tête à des hommes qui disaient cela impossible. 
Après avoir vécu à Florence et Londres au milieu des années 1920, elle a voyagé au Congo belge et traversé l’Afrique à pied dans les années 1930. En 1935, elle voyage au Japon et en Chine et s'installe à Shanghai pendant trois ans où elle enseignera l'anglais et vivra l'invasion japonaise. Elle fréquenta plusieurs importants personnages comme les sœurs Soong et le poète chinois Zau Sinmay.
Elle habita à Hong Kong où elle rencontra son futur mari, Charles Ralph Boxer, directeur local des services secrets britanniques. 
Après la Seconde Guerre mondiale, elle rentra vivre aux États-Unis avec son mari.